# Угаров, Валерий Михайлович
Вале́рий Миха́йлович Уга́ров (5 марта (по другим данным 15 марта) 1941 года, Москва — 17 ноября 2007 года, там же) — советский и российский режиссёр мультипликации, сценарист, художник-мультипликатор. Заслуженный деятель искусств России (1997).

## Биография
Валерий Угаров закончил МСХШ, Московский архитектурный институт и курсы художников-мультипликаторов при «Союзмультфильме».
Работал в составе творческих групп мультсериала «Ну, погоди!», мультжурнала «Весёлая карусель». В своих фильмах Угаров широко применял сюрреалистические и фантастические мотивы, авангардную графику и музыку. Одной из самых значительных работ Валерия Угарова стал цикл «На задней парте» (1978—1985, 4 выпуска).
В 1981 году экранизировал  сказку Вильгельма Гауфа «Халиф-аист»..
В 1986—1988 гг. совместно с А. Ю. Хржановским вёл мастерскую режиссуры мультипликационного фильма на Высших курсах сценаристов и режиссёров.
С 1990-х годов работал на студии «Кристмас Филмз» в международном проекте Великобритании «Сказки мира».
С 2003 года работал над полнометражным мультфильмом «Бабка Ёжка и другие…».
Скончался на 67-м году жизни 17 ноября 2007 года. Похоронен на Даниловском кладбище в Москве.

## Фильмография

### Режиссёр
- Весёлая карусель № 3. Разгром (1971)
- Весёлая карусель № 4. Про чудака лягушонка (1972)
- Весёлая карусель № 5. Не про тебя ли этот фильм? (1973)
- Проделкин в школе (1974)
- Смеситель (киножурнал «Весёлое звено» № 1) (1974)[3]
- Секрет успеха (киножурнал «Фитиль» № 157) (1975)
- Шкатулка с секретом (1976)
- Весёлая карусель № 10. Бабочка и тигр (1978)
- На задней парте (Выпуск 1) (1978)
- Счастливый конец (киножурнал «Фитиль» № 190) (1978)
- Собачья радость (киножурнал «Фитиль» № 202) (1978)
- На задней парте (Выпуск 2) (1980)
- Халиф-аист (1981)
- Наваждение Родамуса Кверка (1983)
- На задней парте (Выпуск 3) (1984)
- На задней парте (Выпуск 4) (1985)
- Школа изящных искусств. Пейзаж с можжевельником (1987)
- Сапожник и русалка (1989)
- В поисках Олуэн (1990)
- Чарли (1991)[4]
- Просветление (1992)[4]
- Иона (1996)
- Волшебная кисточка (1997)
- Волшебная флейта (1997)
- Optimus mundus 31. Купцы (1998)
- Кентерберийские рассказы, эпизод «Рассказ купца» (1998)
- Мальчик-пастух Тумур (2001)
- Щелкунчик (2004)
- Бабка Ёжка и другие (2006)

### Сценарист
- Спутник кинозрителя (1977)[3]
- На задней парте (Выпуск 1) (1978)
- На задней парте (Выпуск 2) (1980)
- На задней парте (Выпуск 3) (1984)
- На задней парте (Выпуск 4) (1985)
- Сапожник и русалка (1989)
- Optimus mundus 31. Купцы (1998)

### Художник-постановщик
- Весёлая карусель № 1. Рассеянный Джованни (1969)
- Калейдоскоп-71: Шкаф (1971)
- Весёлая карусель № 4. Про чудака-лягушонка (1972)
- Проделкин в школе (1974)
- Секрет успеха (киножурнал «Фитиль» № 157) (1975)
- Школа изящных искусств. Пейзаж с можжевельником (1987)

### Художник
- Optimus mundus 31. Купцы (1998)

### Художник-мультипликатор
- Гордый кораблик (1966)
- Жил-был Козявин (1966)
- Сегодня день рождения (1966)
- Рай в шалаше (1966)
- Маугли. Ракша (1967)
- С кем поведёшься (1967)
- Стеклянная гармоника (1968)
- Весёлая карусель № 1 (1969)
- Балерина на корабле (1969)
- Крылья дядюшки Марабу (1969)
- Странная птица (1969)
- Внимание! Волки! (1970)
- Обезьяна с острова Саругасима (1970)
- Это в наших силах (1970)
- Винни-Пух идёт в гости (1971)
- Ну, погоди! (выпуск 3) (1971)
- Только для взрослых (Выпуск 1) (1971)
- Мышонок Вай-Вай (1971)
- Весёлая карусель № 3 (1971)
- Бабочка (1972)
- С днём рождения! (1972)
- В мире басен (1973)
- Только для взрослых (Выпуск 2) (1973)
- Ну, погоди! (выпуск 8) (1974)
- Проделкин в школе (1974)
- Верните Рекса (1975)
- Дом, который построил Джек (1976)
- Земля моя (1976)
- Зеркало времени (1976)
- Шкатулка с секретом (1976)
- Снова о драконе и витязе (1976)
- Серебряное копытце (1977)
- Сказка о зеркале (1982)
- На заре во дворе (1985)
- Планета 888 (1985)
- День рождения весны (1985)
- Мальчик как мальчик (1986)
- Приключения пингвинёнка Лоло (Фильм 1) (1986)
- Сказка о глупом муже (1986)
- Ну, погоди! (выпуск 16) (1986)
- Приключения пингвинёнка Лоло (Фильм 3) (1987)
- Кот и клоун (1988)
- Щедрость (1988)
- Сапожник и русалка (1989)
- Солдат и черт (1990)
- Жили-были (1994)
- Даниил (1996)
- Волшебная кисточка (1997)
- Подна и Подни (2000)
- Новые бременские (2000)
- Мальчик-пастух Тумур (2001)
- Щелкунчик (2004)
- Бабка Ёжка и другие (2006)

## Документальное кино
Валерий Угаров снимался в документальных фильмах о мультипликации:
- «Союзмультфильм — сказки и были», серия «Старые стены», 2003;
- «Братство Весёлой карусели» 2004;
- «Фабрика чудес», серия «Аниматор», 2006.

## Награды и призы
- Заслуженный деятель искусств Российской Федерации (2 августа 1997) — За заслуги в области искусства[6]
- «Шкатулка с секретом» (1976) — Приз на I конгрессе UNITEK.[5]
- «Бабочка и тигр» (Весёлая карусель № 10) (1978) — Приз на МКФ в Варне, 1979.[5]
- «Халиф-аист» — Диплом по разделу мультфильмов — 15 Всесоюзный кинофестиваль (Таллин, 1982))[7]
- «В поисках Олуэн» (1990) — Приз на МФАК в Анси, 1991.[5]
- «Волшебная кисточка» — Открытый Российский фестиваль анимационного кино (Таруса 1998): Приз за лучший фильм для детей.[8]
- «Мальчик-пастух Тумур» — Открытый Российский фестиваль анимационного кино (Суздаль 2002): Диплом жюри «За артистизм, проявленный в жестких рамках «заказа»».[9]
- «Бабка Ёжка и другие» — IX Открытый Российский фестиваль анимационного кино: Дипломы сценаристу Михаилу Липскерову, режиссёру Угарову Валерию, художнику Марине Лесковой и продюсеру Сергею Карпову, ясно обозначившим желание создать веселый, яркий сериал с фольклорными персонажами.[10]
- «Бабка Ёжка и другие» — XIII открытый фестиваль анимационного кино в Суздале. Лучший полнометражный фильм «Бабка Ёжка и другие» режиссёр Валерий Угаров.[11]

## Выставки
- Выставка «Незабытый кинематограф. Весёлая карусель» проходит в галерее «Нагорная». Основателями «Весёлой карусели» стали мультипликаторы Анатолий Петров, Геннадий Сокольский, Леонид Носырев, Галина Баринова и Валерий Угаров. На выставке представлены эскизы и рабочие материалы к сюжетам «Весёлой карусели» из фондов Государственного центрального музея кино и некоторых частных коллекций. Также идёт непрерывный показ мультфильмов и документального фильма о создателях «Весёлой карусели».[12]